# Emiliano Zapata, Tila
Emiliano Zapata är en ort i Mexiko.   Den ligger i kommunen Tila och delstaten Chiapas, i den sydöstra delen av landet, 700 km öster om huvudstaden Mexico City. Emiliano Zapata ligger 34 meter över havet och antalet invånare är 313.
Terrängen runt Emiliano Zapata är varierad. Runt Emiliano Zapata är det ganska tätbefolkat, med 80 invånare per kvadratkilometer. Närmaste större samhälle är Salto de Agua, 18,9 km öster om Emiliano Zapata. Trakten runt Emiliano Zapata består till största delen av jordbruksmark.